# ピッツバーグ市長
ピッツバーグ市長（英語：Mayor of Pittsburgh）は、アメリカ合衆国のペンシルベニア州ピッツバーグの市長である。

## Chief Burgesses (1794年–1813年)
| 氏名                       | 任期            | 政党   |
| -------------------------- | --------------- | ------ |
| ジョージ・ロビンソン       | 1794年 - 1800年 |        |
| ジョン・パーク             | 1800年 - 1801年 |        |
| ジョージ・スティーヴンソン | 1801年 - 1802年 |        |
| アイザック・クレイグ       | 1802年 - 1803年 | 連邦党 |
| ジェームズ・オハラ         | 1803年 - 1804年 | 連邦党 |
| プレスリー・ネヴィル       | 1804年 - 1805年 |        |
| ジョン・ウィルキンズ       | 1805年 - 1812年 |        |
| ウィリアム・スティール     | 1812年 - 1813年 |        |

## 市長 (1816年-現在)
| 氏名                              | 任期                    | 政党       |
| --------------------------------- | ----------------------- | ---------- |
| エベネザー・デニー                | 1816年 - 1817年         |            |
| ジョン・ダラフ                    | 1817年 - 1825年         |            |
| ジョン・M・スノーデン             | 1825年 - 1828年         |            |
| マグナス・ミラー・マレー          | 1828年 - 1830年         |            |
| マシュー・B・ローリー             | 1830年 - 1831年         |            |
| マグナス・ミラー・マレー          | 1831年 - 1832年         |            |
| サミュエル・ペティグルー          | 1832年 - 1836年         |            |
| ジョナス・R・マクリントック       | 1836年 - 1839年         | 民主党     |
| ウィリアム・リトル                | 1839年 - 1840年         |            |
| ウィリアム・W・アーウィン         | 1840年 - 1841年         | ホイッグ党 |
| ジェームズ・トムソン              | 1841年 - 1842年         |            |
| アレグザンダー・ヘイ              | 1842年 - 1845年         |            |
| ウィリアム・J・ハワード           | 1845年 - 1846年         |            |
| ウィリアム・カー                  | 1846年 - 1847年         |            |
| ゲイブリエル・アダムス            | 1847年 - 1849年         |            |
| ジョン・ヘロン                    | 1849年 - 1850年         |            |
| ジョーゼフ・バーカー              | 1850年 - 1851年         |            |
| ジョン・B・ガスリー               | 1851年 - 1853年         |            |
| ロバート・M・リドル               | 1853年 - 1854年         |            |
| ファーディナンド・E・ヴォルツ     | 1854年 - 1856年         |            |
| ウィリアム・ビンガム              | 1856年 - 1857年         |            |
| ヘンリー・A・ウィーヴァー         | 1857年 - 1860年         |            |
| ジョージ・ウィルソン              | 1860年 - 1862年         |            |
| ビネアー・C・ソーヤー             | 1862年 - 1864年         |            |
| ジェームズ・ローリー・ジュニア    | 1864年 - 1866年         |            |
| ウィリアム・C・マッカーシー       | 1866年 - 1868年         |            |
| ジェームズ・ブラックモア          | 1868年 - 1869年         |            |
| ジャレッド・M・ブラッシュ         | 1869年 - 1872年         |            |
| ジェームズ・ブラックモア          | 1872年 - 1875年         |            |
| ウィリアム・C・マッカーシー       | 1875年 - 1878年         |            |
| ロバート・リデル                  | 1878年 - 1881年         |            |
| ロバート・W・ライオン             | 1881年 - 1884年         |            |
| アンドルー・フルトン              | 1884年 - 1887年         |            |
| ウィリアム・マッカリン            | 1887年 - 1890年         |            |
| ヘンリー・I・ゴアリー             | 1890年 - 1893年         |            |
| バーナード・J・マッケナ           | 1893年 - 1896年         |            |
| ヘンリー・P・フォード             | 1896年 - 1899年         |            |
| ウィリアム・J・ディール           | 1899年 - 1901年         | 共和党     |
| アダム・M・ブラウン               | 1901年                  |            |
| ジョーゼフ・O・ブラウン           | 1901年 - 1903年         |            |
| ウィリアム・B・ヘイズ             | 1903年 - 1906年         |            |
| ジョージ・W・ガスリー             | 1906年 - 1909年         |            |
| ウィリアム・A・マギー             | 1909年 - 1914年         | 共和党     |
| ジョーゼフ・G・アームストロング   | 1914年 - 1918年         |            |
| エドワード・V・バブコック         | 1918年 - 1922年         | 共和党     |
| ウィリアム・A・マギー             | 1922年 - 1926年         | 共和党     |
| チャールズ・H・クライン           | 1926年 - 1933年         | 共和党     |
| ジョン・S・ヘロン                 | 1933年 - 1934年         | 共和党     |
| ウィリアム・N・マクネアー         | 1934年 - 1936年         | 民主党     |
| コーネリアス・D・スカリー         | 1936年 - 1946年         | 民主党     |
| デイヴィッド・L・ローレンス       | 1946年 - 1959年         | 民主党     |
| トーマス・ギャラガー              | 1959年                  | 民主党     |
| ジョーゼフ・M・バー               | 1959年 - 1970年         | 民主党     |
| ピーター・F・フラハティ           | 1970年 - 1977年         | 民主党     |
| リチャード・カリグイリ            | 1977年 - 1988年         | 民主党     |
| ソフィー・マスロフ                | 1988年 - 1994年         | 民主党     |
| トーマス・J・マーフィー・ジュニア | 1994年 - 2006年         | 民主党     |
| ボブ・オコナー                    | 2006年                  | 民主党     |
| ルーク・レイヴンスタール          | 2006年 - 2014年         | 民主党     |
| ビル・ペドゥート                  | 2014年 - 2022年1月3日   | 民主党     |
| エド・ゲイニー                    | 2022年1月3日 - （現職） | 民主党     |